# Двойник тела
«Двойник тела» или «Подставное тело» (англ. Body Double) — кинофильм режиссёра Брайана де Пальмы. Слоган фильма — «You can’t believe everything you see» (в переводе с англ. — «Нельзя верить всему, что видишь»).

## Сюжет
Фильм начинается с кадров, которые повторяются в конце: главный герой, Джейк Скалли (Крэйг Уоссон), находясь в образе вампира, снимается в низкобюджетном фильме ужасов, но из-за клаустрофобии не может сыграть сцену восстания из гроба. Из-за этого он теряет работу. Вернувшись домой пораньше, Джейк застаёт свою девушку с другим. А поскольку это её квартира, ему приходится съехать, оставшись таким образом и без жилья. Знакомый по имени Сэм, которым он обзавёлся в этот день, предлагает присмотреть за современными холостяцкими апартаментами, возвышающимися над Голливудом, и обращает внимание на живущую по соседству сексапильную Глорию, чьи ночные выходки можно наблюдать в телескоп. Эта состоятельная молодая женщина регулярно танцует полуобнажённой, стоя у окна. Вскоре ночные подглядывания Джейка делают его свидетелем убийства.

## В ролях
- Крейг Уоссон — Джейк Скалли
- Мелани Гриффит — Холли Боди
- Грегг Генри — Сэм Бушард
- Дебора Шелтон — Глория Ревелле
- Гай Бойд — детектив Джим Маклин
- Деннис Франц — Рубин
- Дэвид Хаскелл — Уилл
- Лейн Дэвис — Билли
- Барбара Крэмптон — Кэрол
- Славица Йован — продавщица
- Бринк Стивенс — девушка в ванной
- Холли Джонсон — камео